# Doubravice (Sedlčany)
Doubravice je část města Sedlčany v okrese Příbram ve Středočeském kraji. Nachází se asi dva kilometry jižně od Sedlčan. Doubravice leží v katastrálním území Doubravice u Sedlčan o rozloze 3,77 km².

## Historie
První písemná zmínka o vesnici pochází z roku 1381.

## Obyvatelstvo
| Rok            | 1869 | 1880 | 1890 | 1900 | 1910 | 1921 | 1930 | 1950 | 1961 | 1970 | 1980 | 1991 | 2001 | 2011 | 2021 |
| -------------- | ---- | ---- | ---- | ---- | ---- | ---- | ---- | ---- | ---- | ---- | ---- | ---- | ---- | ---- | ---- |
| Počet obyvatel | 151  | 154  | 151  | 138  | 132  | 143  | 125  | 96   | 87   | 68   | 56   | 46   | 57   | 46   | 35   |
| Počet domů     | 15   | 18   | 18   | 19   | 19   | 18   | 20   | 20   | 20   | 20   | 15   | 21   | 22   | 22   | 21   |

## Obecní správa
Při sčítání lidu v letech 1850–1920 Doubravice byla osadou obce Nedrahovice v okrese Sedlčany. V letech 1921–1975 byla osadou obce Libíň, se kterým patřila nejprve do okresu Sedlčany, ale od roku 1960 v okrese Příbram. Od 1. ledna 1976 je částí města Sedlčany v okrese Příbram.

## Pamětihodnosti
- Na návsi se nachází kamenná zvonice.
- U příjezdové komunikace do vesnice se nalézá po levé straně u rybníka drobný kříž na kamenném podstavci. Na jeho kulatém štítku je tento nápis: Na památku tří synů padlých ve světové válce 1914–1918.
- Pomník padlým v první světové válce se nachází na okraji vesnice u silnice ve směru na Oříkov. Na pomníku je nápis: „Pro vlast a svobodu 1914–1918“. Dále je zde uvedeno devět jmen padlých občanů.
- Žulová mohyla se nachází na kopci asi 500 m jižně od vesnice. Nese pamětní desku s nápisem: „Odtud pozoroval dne 3. IX. 1922 1. cvičení našich vojsk osvoboditel a president Dr. T. G. Masaryk“.
- Nedaleko je v poli kus skály, do které je vytesán kalich.
- Tvrz v sousedství hospodářského dvora Ústupenice.

## Galerie

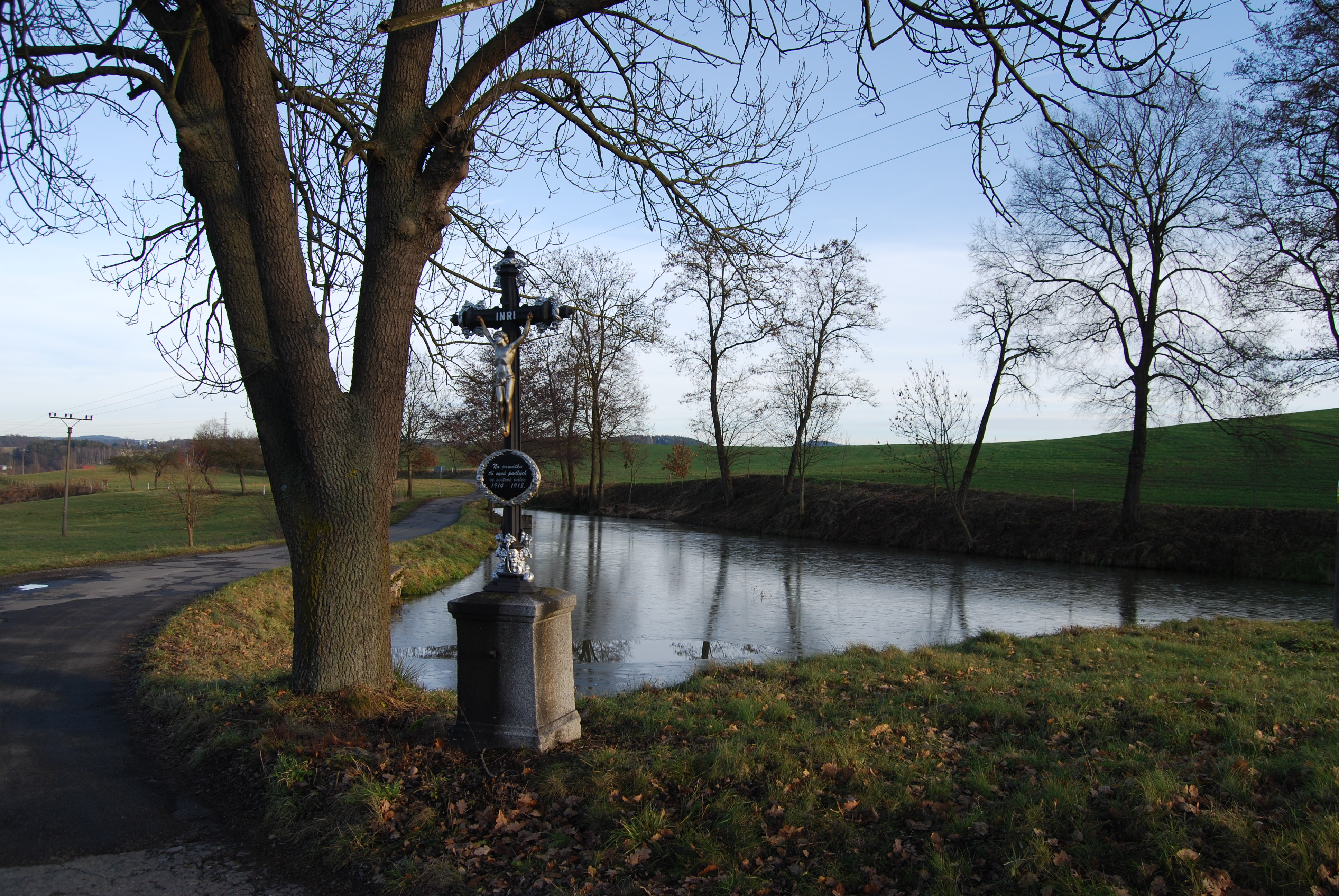
Kříž u rybníka
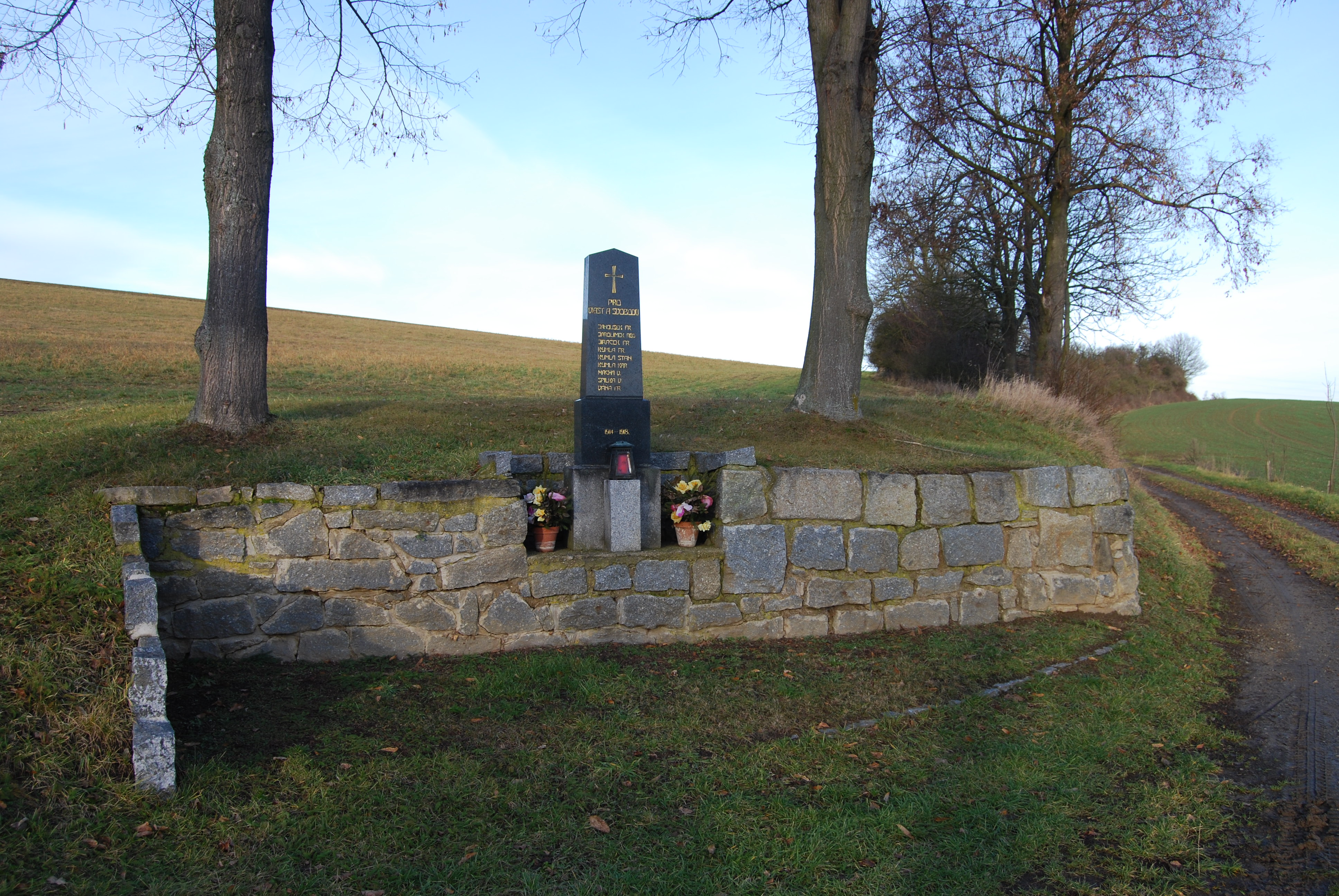
Pomník padlým
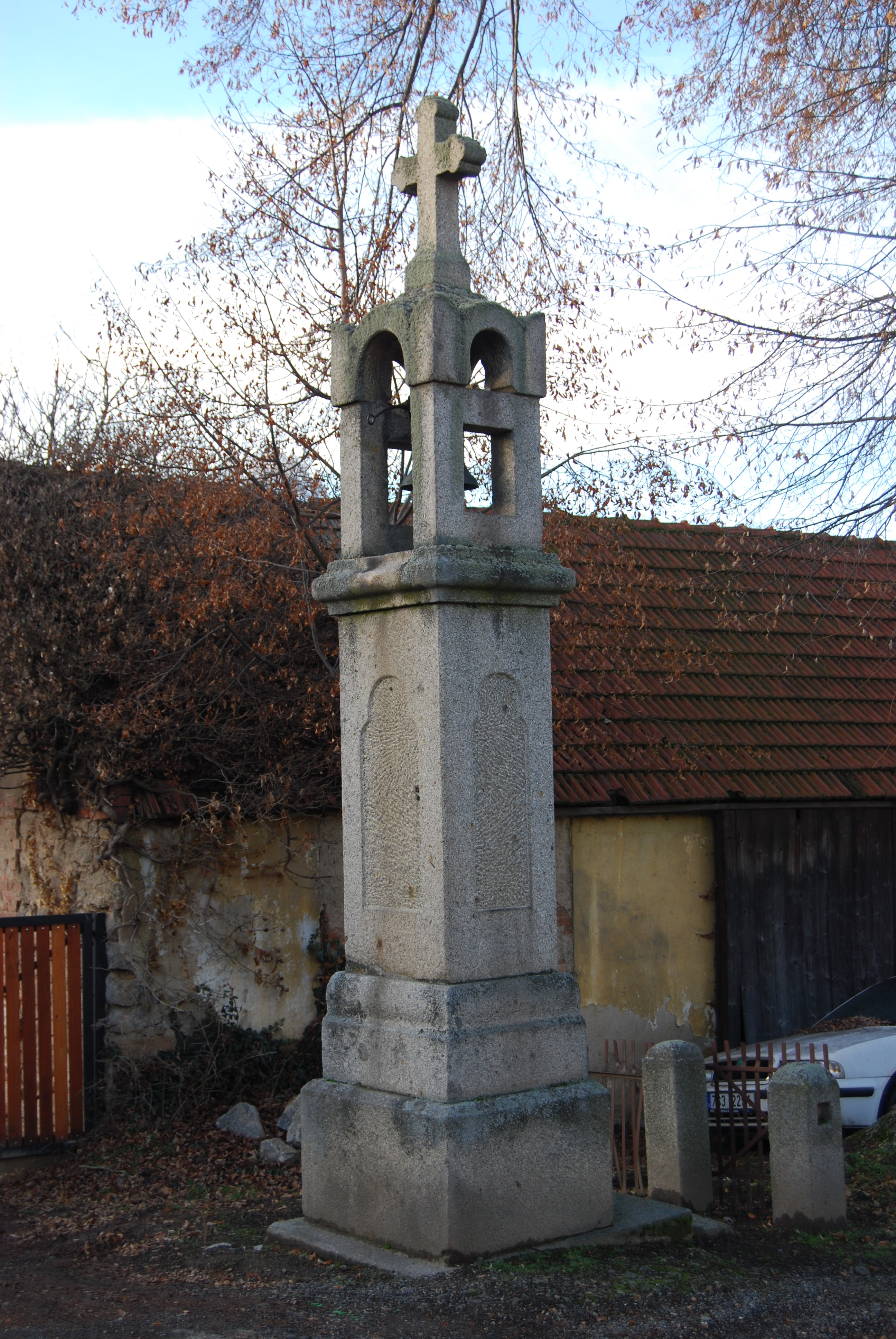
Zvonice